# Cary (Missisipi)
Cary – miasto w Stanach Zjednoczonych, w stanie Missisipi, w hrabstwie Sharkey.